# Marmalade
Marmalade er en sang af System of a Down. Sangen blev lavet til deres 4. demo og var også med i indspilningen til deres debutalbum, hvor den aldrig kom på udover de europæiske og japanske albumverisoner. Sangen er også med på Lonley Day EP'en med andre spor som Snowblind og The Metro.